# بزن به چاک
«بزن به چاک» (به انگلیسی: Beat It) چهارمین تک‌آهنگ منتشرشده از آلبوم تریلر مایکل جکسون است. این آهنگ به نوشتهٔ مایکل جکسون و تهیه‌کنندگی کوئینسی جونز برای ششمین آلبوم او ساخته شد و تک‌نوازی گیتار این آهنگ را ادی ون هیلن تنظیم و اجرا کرد. پس از انتشار موفقیت‌آمیز «دختره مال منه» و «بیلی جین» این تک‌آهنگ در ۳ فوریه ۱۹۸۳ منتشر شد.
آهنگ «بزن به چاک» دو جایزه گرمی «بهترین ضبط سال» و «بهترین آهنگ راک سال» را در سال ۱۹۸۴ برنده شد.
پس از انتشار، این ترانه توسط بسیاری از خوانندگان و گیتاریست‌های دیگر از جمله فال اوت بوی، فرگی و اینگوی مالمستین کاور شد.

## ضبط
آهنگ «بزن به چاک» توسط مایکل جکسون برای انتشار در آلبوم تریلر ساخته شد. کوئینسی جونز که تهیه‌کنندگی آلبوم را بر عهده داشت، به جکسون پیشنهاد داد که حداقل یک قطعهٔ راک اند رول در آلبوم قرار دهد؛ این درحالی بود که جکسون تا قبل از آن هیچ اثری که در بردارندهٔ این سبک باشد منتشر نکرده بود. جکسون پس از انتشار آهنگ گفت: «من می‌خواستم آهنگ راکی بسازم که کودکان و بچه مدرسه‌ای‌ها به همان اندازه‌ای که دانشجویان از آن لذت می‌برند، لذت ببرن».
زمانی که جونز اولین نمونهٔ صدای این آهنگ را شنید، گفت که این دقیقاً همان چیزیست که دنبالش بود.
این آهنگ شامل یک تک‌نوازی گیتار در انتهایش است که ادی ون هیلن، عضو اصلی گروه ون هیلن آن را نواخته‌است.
ادی ون هیلن، گیتاریست این اثر، در سال ۲۰۱۱ گفت:

## موزیک ویدئو
ویدئو کلیپ بزن به چاک دومین ویدئوی منتشر شده از آلبوم «تریلر» بود.
هدف کلیپ بزن به چاک، منع جوانان سیاه‌پوست و سفیدپوست از جنگ‌های خیابانی بود و هزینهٔ ساخت آن ۱۵۰ هزار دلار برآورد شد.
در موزیک ویدئوی این اثر، دو گروه سیاه لشکر (متشکل از رقصندگان و سیاه لشگران واقعی) می‌خواهند با یکدیگر در خیابان بجنگند. جکسون که ژاکت مشهور قرمز رنگش را پوشیده‌است، در حال خواندن آهنگ می‌رقصد. از آن جایی که سر دسته هر دو گروه سیاه لشگران سفیدپوست و سیاه‌پوست می‌باشند عده‌ای از منتقدان تصور می‌کنند که جکسون قبل از انتشار تک‌آهنگ «سیاه یا سفید» که در سال ۱۹۹۱ منتشر شد، قصد نمایش تبعیض نژادی را داشته‌است.
مجموعه رقص‌های این نماهنگ، بارها و بارها توسط هنرمندان دیگر کپی و تقلید شده‌است. پس از انتشار ویدئوی بزن به چاک، مردم از کشورهای گوناگون، به بازسازی گروهی رقص معروف آخر این ویدئو در مکان‌های عمومی همانند خیابان‌ها و مراکز خرید پرداخته‌اند که تا به امروز نیز ادامه دارد. این ویدئو و همین‌طور ترانه‌اش، تأثیر بسیاری بر مردم آمریکا داشت. به‌طوری‌که در ۱۴ مه ۱۹۸۴، جکسون به کاخ سفید دعوت شد تا جایزه‌ای را از دستان رونالد ریگان، رئیس‌جمهور وقت آمریکا به خاطر استفادهٔ ترانهٔ بزن به چاک در حرکت‌های خیریه علیه اعتیاد به الکل و مواد مخدر دریافت کند.

### ژاکت بزن به چاک
ژاکتی که مایکل در این موزیک ویدئو به تن داشت، به یکی از پرطرفدارترین لباس‌ها تبدیل شد؛ به‌طوری‌که مری جی. بلایژ، هنرمند سیاه‌پوست آمریکایی و یکی از مجبوب‌ترین خوانندگان موسیقی سول می‌گوید: «من فکر نمی‌کنم که شما توی خیابان راه برید و یک بچه رو پیدا کنی که این ژاکت رو نداشته باشه». بیانسه، موفق‌ترین خوانندهٔ زن دههٔ ۲۰۰۰ نیز می‌گوید: «من هم یکی از این ژاکت رو دارم. هر کسی این ژاکت رو داره».

## اجراهای زنده

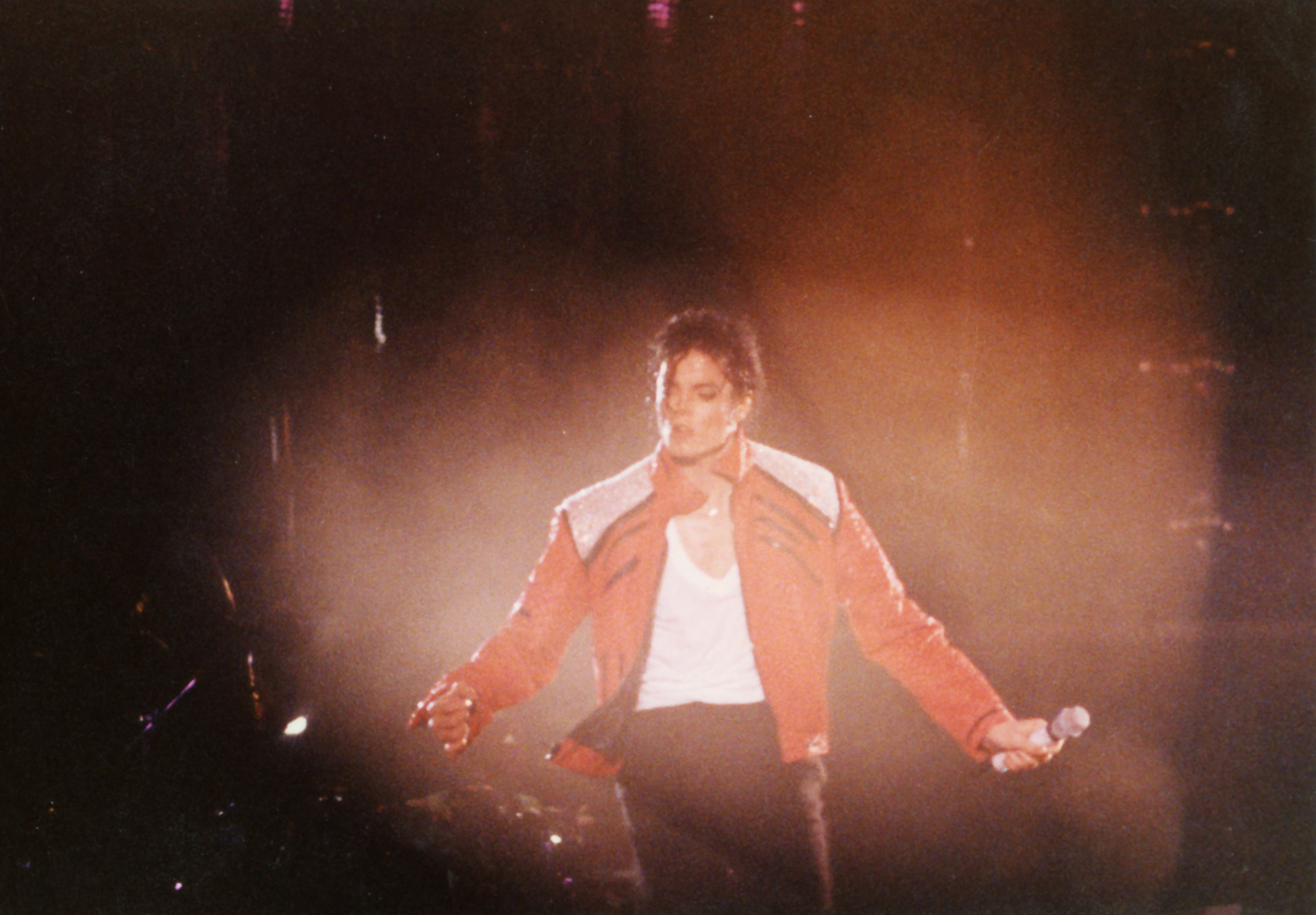
عکس از مایکل جکسون در حال اجرای موسیقی بزن به چاک

جکسون در کنسرتی به تاریخ ۴ ژوئیه ۱۹۸۴ ترانهٔ «بزن به چاک» را برای اولین‌بار اجرا کرد. این اجرا بخشی از تور ویکتوریِ جکسون فایو در شمال آمریکا بود. در هنگام اجرا، ادی ون هیلن به روی صحنه آمد و گیتارِ ترانه را نواخت.
این ترانه به یکی از عناصر اصلی کنسرت‌های جکسون تبدیل شد و در تمام کنسرت تورهای این خواننده در سال‌های آتی اجرا شد.
جکسون این ترانه را جشن ۳۰مین سالگرد فعالیت هنری‌اش که در سال ۲۰۰۱ در سالن مدیسن اسکوئر گاردن شهر نیویورک، آمریکا برگزار شد به همراه اسلش، گیتاریست پیشین گانز ان رزز، اجرا کرد.
از مشخصه‌های برجستهٔ اجرای «بزن به چاک» توسط جکسون این بود که او در هنگام شروع آهنگ، به روی چری پیکر (یک نوع جرثقیل) می‌رفت. (جکسون بعدها در تور جهانی تاریخ نیز از چری پیکر برای اجرا ترانهٔ «آواز زمین» استفاده کرد)
«بزن به چاک» در کنار «بیلی جین»، «تریلر» و «می‌خوای چیزی رو شروع کنی»، جزء تنها آهنگ‌هایی بود که جکسون تمام کنسرت تورهایش با نام تور جهانی بد، تور جهانی خطرناک و تور جهانی تاریخ اجرا کرد.
جکسون برنامه‌ریزی کرده بود که «بزن به چاک» را در ۵۰ کنسرت این آخرش است (۲۰۰۹) اجرا کند، اما جکسون ۱۸ روز پیش از آغاز کنسرت‌ها درگذشت.

## میراث
نماهنگ و ترانهٔ «بزن به چاک» به عنوان یکی از مهم‌ترین، شناخته‌شده‌ترین و پرجایزه‌ترین آثار در تاریخ موسیقی پاپ شناخته می‌شود. هم نماهنگ و ترانهٔ «بزن به چاک» تأثیر بسیار بزرگی بر فرهنگ عامه داشته‌اند. به نظر بسیاری، این ترانه «پیشگام» در موسیقی راک سیاه‌پوستان است. ادی ون هیلن گیتار نواخته شده در این اثر را «بزرگ‌ترین تک‌نوازی گیتار» نامیده‌است که باعث شد «بزن به چاک» جزء پرفروش‌ترین تک‌آهنگ‌های جهان در تمام دوران‌ها شود.
جکسون کمی پس از پخش «بزن به چاک»، از آن در کمپین مبارزه با رانندگی حین مستی و اعتیاد به الکل و مواد مخدر که توسط کمیسیون ملی ایمنی بزرگراه برپا شده بود استفاده کرد. جکسون به خاطر حمایت از این کمپین در تاریخ ۱۴ مه ۱۹۸۴ از طرف رونالد ریگان، رئیس‌جمهور وقت آمریکا و نانسی ریگان، همسر رئیس‌جمهور به کاخ سفید دعوت شد و از دستان وی «لوح انسانیت» را دریافت کرد.
ریگان جکسون را یکی از بااستعدادترین، محبوب‌ترین و هیجان‌انگیزترین ابرستارههای دنیای موسیقی معرفی کرد و موفقیت وی را یک رؤیای آمریکایی محقق شده دانست و اضافه گفت:

مایکل جکسون اثبات خوبی است از آنچه که یک فرد می‌تواند بدون استفاده از الکل و مواد مخدر بدست آورد. اگر جوانان از او تبعیت کنند، می‌توانیم با معضل رانندگی حین مستی به خوبی روبرو شویم یا به قول مایکل Beat It (با آن مبارزه کنیم). من و نانسی از شما ممنونیم مایکل که الگوی خوبی برای جوانان کشور هستید؛ و به عنوان فردی که در صنعت سرگرمی نیز فعالیت داشته‌ام، می‌گویم که دستاوردهای مایکل نتیجهٔ ۲۱ سال تلاش مداوم، سخت کوشی، کار بی‌وقفه و استعداد رشد یابنده‌است. موفقیت شما یک رؤیای آمریکایی محقق شده‌است؛ و در اینجا می‌خواهم این لوح را به شما تقدیم نمایم. اجازه بدهید آنچه که بر رویش نوشته شده‌است را بخوانم: «برای مایکل جکسون. به این دلیل که الگوی برجسته‌ای برای جوانان آمریکا و دنیا هستید. دستاوردهای تاریخی خارق‌العاده و رکوردشکن شما نتیجهٔ توانایی، خلاقیت و سخت‌کوشی شماست. مشارکت سخاوتمندانهٔ شما در طرح مبارزه با رانندگی حین مستی، خطر راندن اتومبیل در هنگام مستی را به جوانان خواهد فهماند.

ترانهٔ «بزن به چاک» در نظرسنجی‌ای که در سال ۲۰۰۵ توسط شرکت سونی اریکسون انجام شد، رتبهٔ چهاریمین آهنگ محبوب جهان را به‌دست‌آورد. بیش از ۷۰۰ هزار نفر از ۶۰ کشور در این نظرسنجی شرکت کردند. رتبهٔ اول، دوم و سوم به ترتیب برای «بیلی جین»، «تریلر» و «راپسودی بوهمی» بودند.
مجلهٔ رولینگ استون «بزن به چاک» را در رتبهٔ ۳۳۷ فهرست ۵۰۰ ترانهٔ بزرگ تمام دوران‌ها رده‌بندی کرد.
همچنین در ردهٔ ۸۱ فهرست ۱۰۰ ترانهٔ بزرگ گیتاری در تمام دوران‌های همین مجله قرار گرفت.

## نسخه‌های رسمی
- Album Version – 4:18
- Extended Version – 5:41
- Moby's Sub Mix – 6:11

## عوامل
- خواننده، ترانه‌سرا، آهنگ‌ساز، تنظیم آواز و ریتم و شرکت تهیه‌کننده: مایکل جکسون
- تکنوازی گیتار: ادی ون هیلن
- تهیه‌کننده و تنظیم ریتم: کوئینسی جونز
- سینرژی: گِرِگ اسمیت
- گیتار: پل جکسون جونیور
- گیتار و گیتار باس: استیو لوکادر
- برنامه‌نویس سینث‌سایزر: استیو پرکارو
- رودز پیانو، سینت سایزر: گرگ فیلینگنز
- کیبورد: بیل ولفر
- درام: جف پرکارو
- سین‌کلاور: تام بالر

### فهرست گزیدهٔ منابع
- George, Nelson (2004). Michael Jackson: The Ultimate Collection booklet (به انگلیسی). Sony BMG.
- Campbell, Lisa (1993). Michael Jackson: The King of Pop (به انگلیسی). Branden.
- Halstead, Craig (2007). Michael Jackson: For the Record (به انگلیسی). Authors OnLine.
- Taraborrelli, J. Randy (2009). Michael Jackson: The Magic, The Madness, The Whole Story, 1958–2009 (به انگلیسی). Headline.